# 褡裢街道
褡裢街道，是中华人民共和国河北省邢台市沙河市下辖的一个乡镇级行政单位。

## 行政区划
褡裢街道下辖以下地区：
广阳社区、太北社区、新华社区、晨光里社区、庆阳社区、八〇一社区、朝阳社区、文明社区、矿建社区、褡裢村、西崔村、东崔村、南汪村、中汪村和东升村。

## 交通
- 京广铁路：沙河市站